# Ei au luptat pentru patrie
Ei au luptat pentru patrie (titlu originar în rusă Они сражались за Родину, transliterat: Oni srajalis za Rodinu) este un film de război sovietic din 1975, inspirat din romanul omonim scris de Mihail Șolohov și regizat de Serghei Bondarciuk. A fost prezentat la Festivalul de Film de la Cannes din 1975. Filmul relatează povestea unui pluton sovietic care desfășoară o acțiune de ariergardă în timpul ofensivei germane de la Stalingrad. Filmul a fost selectat ca propunerea sovietică pentru cel mai bun film străin la cea de-a 49-a ediție a Premiilor Oscar, dar nu a fost nominalizat.

## Distribuție
- Vasili Șukșin — Piotr Lopahin
- Veaceslav Tihonov — soldatul Nikolai Strelțov
- Serghei Bondarciuk — soldatul Ivan Zviaghințev
- Gheorghi Burkov — soldatul Aleksandr Kopîtovski
- Iuri Nikulin — soldatul Nekrasov
- Ivan Lapikov — starșina Popriscenko
- Nikolai Gubenko — locotenentul Goloșcekov
- Andrei Rostotski — gefreiterul Kocetîgov
- Nikolai Volkov — soldatul Nikiforov
- Nikolai Șutko — bucătarul Lisicenko
- Evgheni Samoilov — colonelul Marcenko
- Nonna Mordiukova — Natalia Stepanovna
- Lidia Fedosseeva-Șukșina — Glașa
- Innokenti Smoktunovski — doctorul

## Lansare
A fost lansat în anul 1975 și a avut parte de un mare succes comercial, fiind vizionat de 40,6 milioane de spectatori în cinematografele din Uniunea Sovietică.